# Maintenon
Maintenon là một xã trong vùng đô thị Paris, thuộc tỉnh Eure-et-Loir, vùng hành chính Centre-Val de Loire của nước Pháp, có dân số là 4440 người (thời điểm 1999). Maintenon cách khoảng 85 km về phía tây của Paris, có thắng cảnh là lâu đài Maintenon.